# Paul Ratchnevsky
Paul Ratchnevsky (geboren am 29. Januar 1899 in Tiflis, gestorben am 22. Dezember 1991 in Berlin) war ein deutscher Mongolist und Sinologe.

## Biografie
Ratchnevsky übersiedelte mit seinen Eltern zunächst nach Lausanne und besuchte Schulen in Lausanne und Dresden; bei Kriegsausbruch 1914 verbrachte er gerade Ferien in St. Petersburg und schloss in Folge das Gymnasium dort ab.
Von 1919 bis 1923 studierte er Philosophie und orientalische Sprachen an der Friedrich-Wilhelms-Universität, anschließend Chinesisch und Japanisch an der École Nationale des langues orientales vivantes in Paris sowie Sinologie an der Sorbonne, wo er Abschlüsse in japanischer Kultur, Russisch und deutscher Philologie erlangte.
Von 1928 bis 1938 arbeitete Ratchnevsky an mehreren wissenschaftlichen Einrichtungen in Paris. 1937 promovierte er an der Académie de Paris.
Bei Kriegsbeginn 1939 war Ratchnevsky zu Besuch bei seiner Schwester in Dresden und arbeitete dort in Folge als kaufmännischer Angestellter in der Asbestfabrik Geyer & Co. sowie im Sommer 1945 als Übersetzer in der Redaktion der Tageszeitung.
Von 1945 bis 1949 arbeitete Ratchnevsky als Übersetzer und Redakteur im sowjetischen Nachrichtenbüro in Dresden, von 1949 bis 1951 als Dozent für Russisch, Französisch und Chinesisch in Meißen und in Leipzig.
Ab 1951 lehrte Ratchnevsky Mongolisch und Chinesisch an der Universität Leipzig, wo er 1953 eine Professur für Mongolisch erhielt.
1953 erhielt Ratchnevsky eine Professur für Sinologie und Mongolistik an der Humboldt-Universität Berlin, wo er bis zu einer Emeritierung im Jahr 1964 lehrte. 1953 bis 1955 war er Gastprofessor an der Karl-Marx-Universität Leipzig.

## Werke

### Monografien
- Un Code des Yuan (2 Teile). Paris: Librairie Leroux, 1937.
- Essai sur la codification et la législation à l'époque des Yuan. Paris: Librairie Leroux, 1937.
- Historisch-terminologisches Wörterbuch der Yüan-Zeit / Medizinwesen. Berlin: Akademie-Verlag, 1967.
- Un Code des Yuan.
  - Bd. I. Bibliothèque de l’Institut des Hautes études Chinoises, Vol. IV. Paris: Institut des Hautes études Chinoises, 1972.
  - Bd. II: Bibliothèque de l’Institut des Hautes études Chinoises, Vol. IV. Paris: Institut des Hautes études Chinoises, 1972.
  - Bd. III (mit Francoise Aubin): Bibliothèque de l’Institut des Hautes études Chinoises, Vol. IV. Paris: Institut des Hautes études Chinoises, 1977.
  - Bd. IV: Bibliothèque de l’Institut des Hautes études Chinoises, Vol. IV. Paris: Institut des Hautes études Chinoises, 1985.
- Činggis-Khan: sein Leben und Wirken (Münchener ostasiatische Studien; Bd. 32). Wiesbaden: Verlag Franz Steiner, 1983.
  - Englische Übersetzung von Thomas Nivision Haining: Genghis Khan: his life and legacy. Oxford (UK), Cambridge (USA): Blackwell Publishing, 1994.
  - Italienische Übersetzung von A. Canepari: Gengis Khan il conquistatore. Casale Monferrato: Piemme, 1998.

### Artikel
- Die französischen sinologischen Arbeiten der letzten Jahre. In: Sinica 1928 (3) H. I–IV; Sinica 1929 (4) H. IV.
- Les missions franciscaines en Chine. In: Revue d’Histoire franciscaine 1930, H. 1–2.
- Die besten französischen Bücher über China. In: Chinesisch-deutscher Almanach, 1930, S. 77–79.
- Einleitung. In: Albert Herrmann (Bearbeiter), Marco Polo: Am Hofe des Großkhans. Leipzig: Brockhaus-Verlag, 1951.
- Die mongolischen Großkhane und die buddhistische Kirche. In: Schubert, Johannes (Hg.): Asiatica: Festschrift Friedrich Weller, zum 65. Geburtstag gewidmet von seinen Freunden, Kollegen und Schülern. Leipzig: Verlag Harrassowitz, 1954, S. 489–504.
- Über die Sträflingsarbeit zu Ts’in-Zeit. In: Kluge, Inge-Lore (Hg.): Ostasiatische Studien. Berlin: Akademie-Verlag, 1959.
- Zur Bedeutung des Mongolensturmes für China. In: Wiss. Z. HUB, Gesellschafts- u. sprachwissenschaftliche Reihe 1959/60 (9) H. 1/2; S. 113–118.
- Die mongolische Rechtssituation der Buße in der chinesischen Gesetzgebung der Yuan-Zeit. In: Herbert Franke (Hg.): Studia Sino-Altaica: Festschrift für Erich Haenisch zum 80. Geburtstag. Wiesbaden: Steiner-Verlag, 1961, S. 169–180.
- Ist das Vorbild der lateinischen Grammatik für die grammatische Darstellung der chinesischen Sprache überholt? – Eine Entgegnung. In: Wiss. Z. KMU Leipzig, Gesellschafts- u. sprachwissenschaftliche Reihe 1961 (13) H. 1, S. 120ff.
- Zur Frage der Datierung des Čayan teüke. (Studia Mongolica; Bd. 3, fasc. 24–30). In: Coloo, Ž.: Olon ulsyn mongol hėl bičgijn ėrdėmtnij anhdugaar ih hural. (Studia Mongolica Instituti Linguae et Litterarum Academiae Scientiarum Reipublicae Populi Mongoli). Ulan-Bator: Verlag Šinžleh Uhaany Akad. Hėvlėl, 1962, S. 136–145.
- Über den mongolischen Einfluss auf die Gesetzgebung der Yuan-Zeit. In: Труды XXV-го международного конгресса востоковедов, Vol. V. Moskau: 1963, S. 11–16.
- Sigi-qutuqu, ein mongolischer Gefolgsmann im 12.–13. Jahrhundert. In: Central Asiatic Journal 1965 (10) S. 88–120.
- Les Che-Wei étaient-ils des Mongols? In: Mélanges de Sinologie offerts à Monsier Paul Demieville (Bibliothèque des Hautes Études chinoises) Paris: 1966, S. 225–251.
- Zum Ausdruck t'ouhsia in der Mongolenzeit. In: Collectanea Mongolica. Festschrift B. Rintchen. (Asiatische Forschungen Bd. 17). Wiesbaden: Verlag Harrassowitz, 1966, S. 173–191.
- The levirate in the legislation of the Yüan-Dynasty. In: Asiatic Studies in honour of Dr. Jitsuzu Tamura. Kyoto: 1968, S. 45–62.
- Zu einigen Problemen der Symbiose in China unter den Mongolen. In: Das Verhältnis der Bodenbauern und Viehzüchter in historischer Sicht. Berlin: 1968, S. 127–134.
- Über den mongolischen Kult am Hofe der Großkhane in China. In: Ligeti, Louis (Hg.): Mongolian Studies. Budapest: Bibliotheca Orientalis Hungarica, Band 14, 1970, S. 417–443.
- Rashid ad-Din über die Mohammedanerverfolgungen in China unter Qubilaj. In: Central Asiatic Journal 1970 (14) S. 163–180.
- Khubilaj Khan. In: Fassmann, Kurt (Hg.): Die Großen der Weltgeschichte, Bd. III: Harun ar Raschid bis Petrarca. Zürich: Verlag Kindler, 1973, S. 752–769.
- Die Yasa (Jasaq) Činggis-Khans und ihre Problematik. In: Hazai, György (Hg.): Sprache, Geschichte und Kultur der altaischen Völker. (Schriften zur Geschichte u. Kultur des Alten Orients, Bd. 5). Berlin: Akademie-Verlag, 1974, S. 471–487.
- La condition de la femme mongole au 12e/13e siècle. In: Walther Heissig (Hg.): Tractata Altaica: Denis Sinor, sexagenario optime de rebus Altaicis merito dedicata. Wiesbaden: Verlag Harrassowitz, 1976, S. 509–530.
- Some notes on the Jurisdiction in China under Mongol Rule. In: ACLS-Rockefeller Foundation Research Conference on the “Transformation of Chinese Law”, T’ang through Ming (Lake Como, Italy; August 10-14, 1981) Separatum: 1981.
- Khubilai Khan. In: Schmid, Marion [Bearb.]: Exempla historica: Bd. 13: Mittelalter. Herrscher. Frankfurt am Main: Fischer-Taschenbuch-Verlag, 1984, S. 219–247.
- Die Rechtsverhältnisse bei den Mongolen im 12.–13. Jahrhundert. In: Central Asiatic Journal 1987 (31) Nr. 1–2, S. 64–110.
- Sigi Qutuqu. In: Igor de Rachewiltz; Hok-lam Chan; Hsiao Ch’i-ch’ing; Peter W. Geier [Ed.]: In the Service of the Khan, Eminent Personalities of the Early Mongol-Yüan Period (1200-1300). Asiatische Forschungen, Bd. 121. Wiesbaden: Verlag Harrassowitz, 1993, S. 75–94.

| Personendaten    | Personendaten                    |
| ---------------- | -------------------------------- |
| NAME             | Ratchnevsky, Paul                |
| KURZBESCHREIBUNG | deutscher Mongolist und Sinologe |
| GEBURTSDATUM     | 29. Januar 1899                  |
| GEBURTSORT       | Tiflis                           |
| STERBEDATUM      | 22. Dezember 1991                |
| STERBEORT        | Berlin                           |